# Shirley Fry
Shirley June Fry, zamężna Irvin (ur. 30 czerwca 1927 w Akron, Ohio, zm. 13 lipca 2021 w Naples, Floryda) – amerykańska tenisistka, zwyciężczyni 17 turniejów wielkoszlemowych w grze pojedynczej, podwójnej i mieszanej.

## Życiorys
Była jedną z nielicznych zawodniczek, które triumfowały we wszystkich imprezach wielkoszlemowych zarówno w grze pojedynczej, jak i podwójnej. Zdobyła łącznie 17 tytułów, mimo iż przez większość kariery pozostawała w cieniu takich rywalek, jak Louise Brough, Margaret Osborne DuPont, Maureen Connolly czy Doris Hart. Z tą ostatnią tworzyła skuteczną parę deblową, razem wygrały czterokrotnie mistrzostwa USA i mistrzostwa Francji oraz trzykrotnie Wimbledon. Na Wimbledonie w 1953 Fry i Hart straciły w całym turnieju zaledwie cztery gemy (!), finał z Maureen Connolly i Julią Sampson wygrywając 6:0, 6:0.
Na mistrzostwach USA debiutowała w 1941 jako 14-latka. Przez kilkadziesiąt lat należał do niej tytuł najmłodszej uczestniczki turnieju – dopiero w 1979 wystąpiła młodsza tenisistka Kathy Horvath (w 1990 także Mary Joe Fernández). W 1942 Fry, nierozstawiona, doszła do ćwierćfinału. W 1944 zdobyła tytuł mistrzyni USA juniorek. W 1951 po raz pierwszy była finalistką mistrzostw USA, ale musiała uznać wyższość Maureen Connolly. Dopiero w swoim ostatnim, szesnastym starcie w turnieju udało się jej odnieść końcowe zwycięstwo. W półfinale pokonała Brytyjkę Shirley Bloomer (6:4, 6:4), a w finale Altheę Gibson.
Wimbledon wygrała w singlu w 1956. Pokonała wówczas w finale Brytyjkę Angelę Buxton. W 1951 w finale Wimbledonu doznała wysokiej porażki (1:6, 0:6) z rąk partnerki deblowej Hart. Z kolei w tym samym roku pokonała Hart w finale mistrzostw Francji, ale po znacznie bardziej wyrównanej walce. Mistrzostwa Australii wygrała w swoim jedynym występie w imprezie w 1957, po finałowym zwycięstwie nad Altheą Gibson. Jedyny tytuł wielkoszlemowy w mikście zdobyła w 1957 na Wimbledonie, partnerując Vicowi Seixasowi (wcześniej grającemu z Hart, która w 1956 przeszła na zawodowstwo). W 1951 udanie startowała w międzynarodowych mistrzostwach Włoch, w finale singla przegrywając z Doris Hart, ale wygrywając z nią debla oraz miksta z Filipińczykiem Felicisimo Amponem.
W latach 1944–1956 nieprzerwanie figurowała w czołowej dziesiątce rankingu amerykańskiego, na pierwszym miejscu w 1956. Między 1946 a 1956 dziewięć razy znalazła się także w nieoficjalnym rankingu światowym pisma „Daily Telegraph”, na miejscu pierwszym w 1956. Wystąpiła w siedmiu edycjach Pucharu Wightman (1949, 1951, 1952, 1953, 1954, 1955, 1956), zawsze w zwycięskiej ekipie amerykańskiej, notując bilans 4:2 w singlu i 6:0 w deblu. Była zawodniczką wszechstronną, praworęczną, o dobrych uderzeniach z głębi kortu, ale także solidnej grze wolejowej.
Zakończyła karierę w 1957 i wkrótce wyszła za mąż za Karla Irvina. W 1970 została uhonorowana miejscem w Międzynarodowej Tenisowej Galerii Sławy.

## Osiągnięcia w turniejachwielkoszlemowych
- mistrzostwa Australii
  - gra pojedyncza – wygrana 1957
  - gra podwójna – wygrana 1957 (z Altheą Gibson)
- mistrzostwa Francji
  - gra pojedyncza – wygrana 1951, finały 1948, 1952
  - gra podwójna – wygrane 1950, 1951, 1952, 1953 (wszystkie z Doris Hart), finał 1948 (z Mary Arnold Prentiss)
  - gra mieszana – finał 1952 (z Erikiem Sturgessem)
- Wimbledon
  - gra pojedyncza – wygrana 1956, finał 1951
  - gra podwójna – wygrane 1951, 1952, 1953, finały 1950, 1954 (wszystkie z Doris Hart)
  - gra mieszana – wygrana 1956 (z Vikiem Seixasem), finał 1953 (z Enrique Moreą)
- mistrzostwa USA
  - gra pojedyncza – wygrana 1956, finał 1951
  - gra podwójna – wygrane 1951, 1952, 1953, 1954, finały 1949, 1950, 1955 (wszystkie z Doris Hart), 1956 (z Betty Rosenquest Pratt)
  - gra mieszana – finały 1951 (z Mervynem Rose), 1955 (z Gardnarem Mulloyem)

Finały singlowe w turniejach wielkoszlemowych:
- mistrzostwa Francji 1948 – 2:6, 6:0, 0:6 z Nelly Landry
- mistrzostwa Francji 1951 – 6:3, 3:6, 6:3 z Doris Hart
- Wimbledon 1951 – 1:6, 0:6 z Doris Hart
- mistrzostwa USA 1951 – 3:6, 6:1, 4:6 z Maureen Connolly
- mistrzostwa Francji 1952 – 4:6, 4:6 z Doris Hart
- Wimbledon 1956 – 6:3, 6:1 z Angelą Buxton
- mistrzostwa USA 1956 – 6:3, 6:4 z Altheą Gibson
- mistrzostwa Australii 1957 – 6:3, 6:4 z Altheą Gibson